# Philodendron cremersii
Philodendron cremersii är en kallaväxtart som beskrevs av Thomas Bernard Croat och Michael Howard Grayum. Philodendron cremersii ingår i släktet Philodendron och familjen kallaväxter.
Artens utbredningsområde är Franska Guyana. Inga underarter finns listade.